# Mr. Scarface Is Back
Mr. Scarface Is Back è il primo album in studio del rapper statunitense Scarface, pubblicato nel 1991 dalla Rap-A-Lot.
Il disco esordisce al cinquantunesimo posto della Billboard 200. Il 23 aprile del 1993, la RIAA lo certifica disco d'oro.

## Descrizione e ricezione
| Recensione                    | Giudizio |
| ----------------------------- | -------- |
| AllMusic                      | [ 1 ]    |
| Entertainment Weekly          | B+       |
| RapReviews                    | [ 4 ]    |
| Robert Christgau              | taglio   |
| The Rolling Stone Album Guide | [ 6 ]    |
| The Source                    | [ 7 ]    |

L'album si ispira alla Bomb Squad e ad Ice Cube. Secondo il critico musicale Jason Birchmeier, l'artista si distingue dai suoi colleghi di New York e di Compton per la sua ambientazione radicata nel Texas: grazie a ciò riesce a sfruttare la crudezza della sua realtà in modo molto teatrale, affrontando scontati temi classici del genere gangsta. Secondo la critica specializzata, Mr. Scarface Is Back è il miglior album del rapper: Birchmeier afferma che «è uno dei primi autentici capolavori dell'epoca gangsta». Secondo RapReviews, «è una pietra miliare dell'hip hop». Anche The Source elogia il disco e la tecnica di Scarcace, concludendo che questa uscita «lo porta a un altro livello»: il disco ne lancia infatti la fortunata carriera da solista, lo pone tra i pionieri del genere e lo proclama come «Re del Sud». A Minute to Pray and a Second to Die e I'm Dead sono le tracce più apprezzate dalla critica.

## Tracce
1. Mr. Scarface – 5:52
2. The Pimp – 3:08
3. Born Killer – 3:38
4. Murder By Reason of Insanity – 3:47
5. Your Ass Got Took – 3:44
6. Diary of a Madman – 3:04
7. Body Snatchers – 3:12
8. Money and the Power – 3:49
9. P D Roll 'Em – 3:47
10. Good Girl Gone Bad – 4:17
11. A Minute to Pray and a Second to Die – 4:44
12. I'm Dead – 2:27

## Classifiche settimanali
| Classifica (1991)         | Posizione massima |
| ------------------------- | ----------------- |
| Stati Uniti               | 51                |
| US Heatseekers Albums     | 1                 |
| US Top R&B/Hip-Hop Albums | 13                |